# 熊谷工業団地
熊谷工業団地（くまがやこうぎょうだんち）は、埼玉県熊谷市と深谷市にまたがる工業団地である。

## 主な企業
- ニコン熊谷製作所
- 日立金属熊谷工場
- 日立建材関東製作所
- UACJ深谷製造所
- 東芝深谷工場
- 太平洋セメント熊谷工場
- JFE建材熊谷工場
- 日東富士製粉埼玉工場
- 東京応化工業埼玉工場
- 日本山村硝子埼玉工場
- 東京ピグメント熊谷工場
- ニッピ化学熊谷工場
- アーレスティ熊谷工場
- セッツカートン熊谷工場
- メルテックス熊谷工場
- ダイワ電機精工関東事業所
- 三矢精工熊谷工場
- 秩父コンクリート深谷工場
- アサヒペン埼玉営業所
- 小宮山印刷深谷工場
- 三菱化学物流熊谷営業所
- オリエンタルメタル熊谷営業所熊谷工場
- 資生堂商品センター
- 交通安全環境研究所自動車試験場
- カゴハラゴルフクラブ

## アクセス
- 鉄道 - JR高崎線 籠原駅 より南に3km
- 道路 - 関越自動車道花園ICより国道140号熊谷方面 20分